# 後二子古墳
後二子古墳（うしろふたごこふん）は、群馬県前橋市西大室町にある古墳。形状は前方後円墳。大室古墳群を構成する古墳の1つ。小二子古墳と合わせて国の史跡に指定されている（指定名称は「後二子古墳ならびに小古墳」）。

## 概要
| 古墳名     | 形状       | 規模       | 埋葬施設         | 築造時期  |
| ---------- | ---------- | ---------- | ---------------- | --------- |
| 前二子古墳 | 前方後円墳 | 墳丘長94m  | 両袖式横穴式石室 | 6世紀初頭 |
| 中二子古墳 | 前方後円墳 | 墳丘長111m | 横穴式石室?      | 6世紀前半 |
| 後二子古墳 | 前方後円墳 | 墳丘長85m  | 両袖式横穴式石室 | 6世紀後半 |
| 小二子古墳 | 前方後円墳 | 墳丘長38m  | 無袖式横穴式石室 | 6世紀後半 |

主軸を北東110°に向けた前方後円墳で墳丘は全長85メートルの2段構築となっている。墳丘の一部は地山を削り出して造成され、半地下式の石室を持つ。葺石は施されていない。墳丘の周囲は盾型の堀が巡らされ、堀を入れた長さは106メートルに達する。
後二子古墳は1段目を大きく造り、その上に小さな2段目が載る構造をしている。このような構造は吾妻古墳など主に6世紀の栃木県の古墳に見られ、「下野型古墳」等と呼ばれている。6世紀中頃の毛野地域では「下野型古墳」の築造が流行したようで、同じ古墳群内の小二子古墳と内堀1号墳も「下野型古墳」の特徴を備えている。
1878年（明治11年）3月の石室発見・開口の後、宮内庁に後二子古墳を御諸別王の陵墓として認定する申請が出されたが、豊城入彦命の陵墓として申請していた前二子古墳同様認定はされなかった。

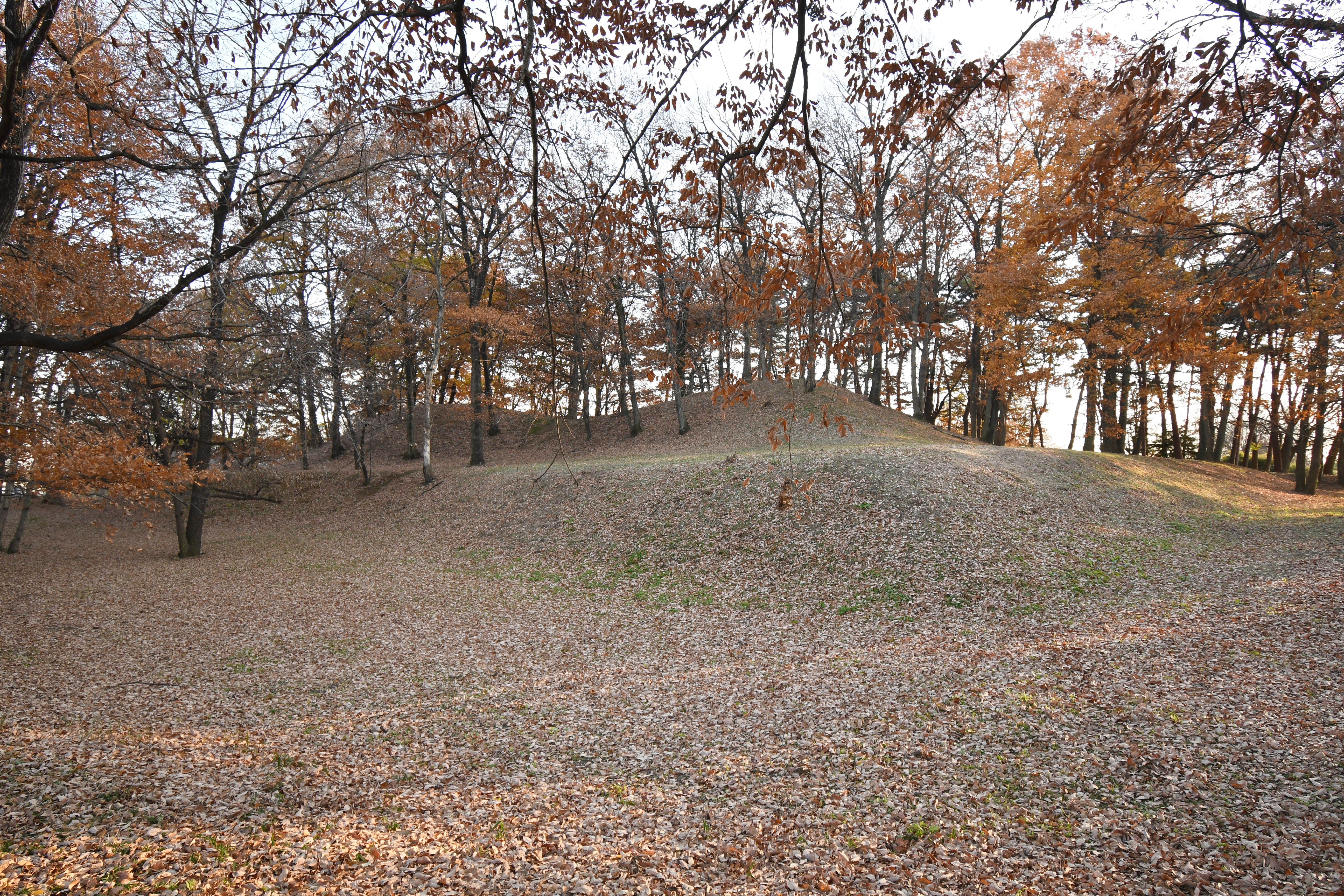
墳丘 最下段として基壇が構築される。
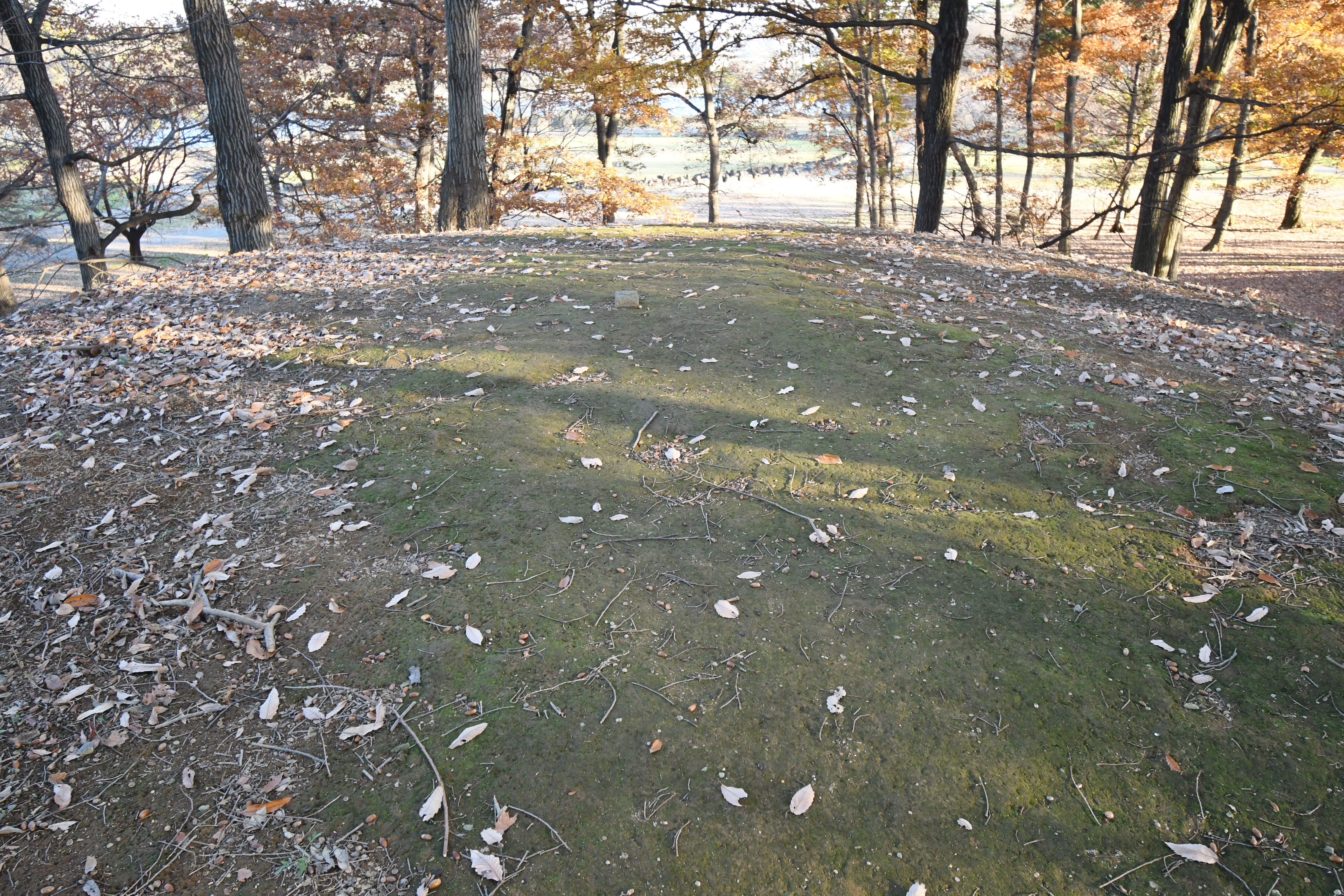
後円部墳頂
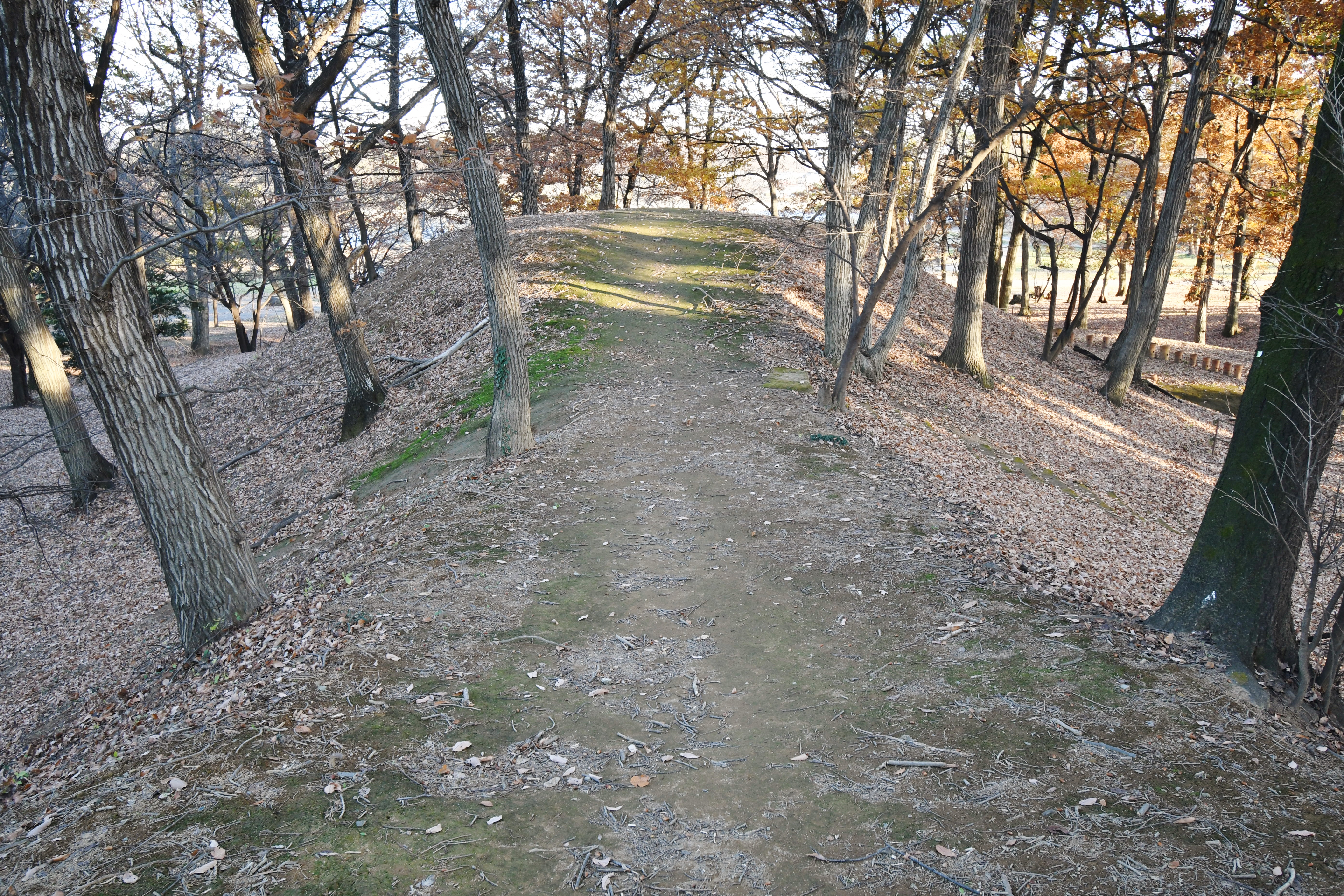
前方部から後円部を望む
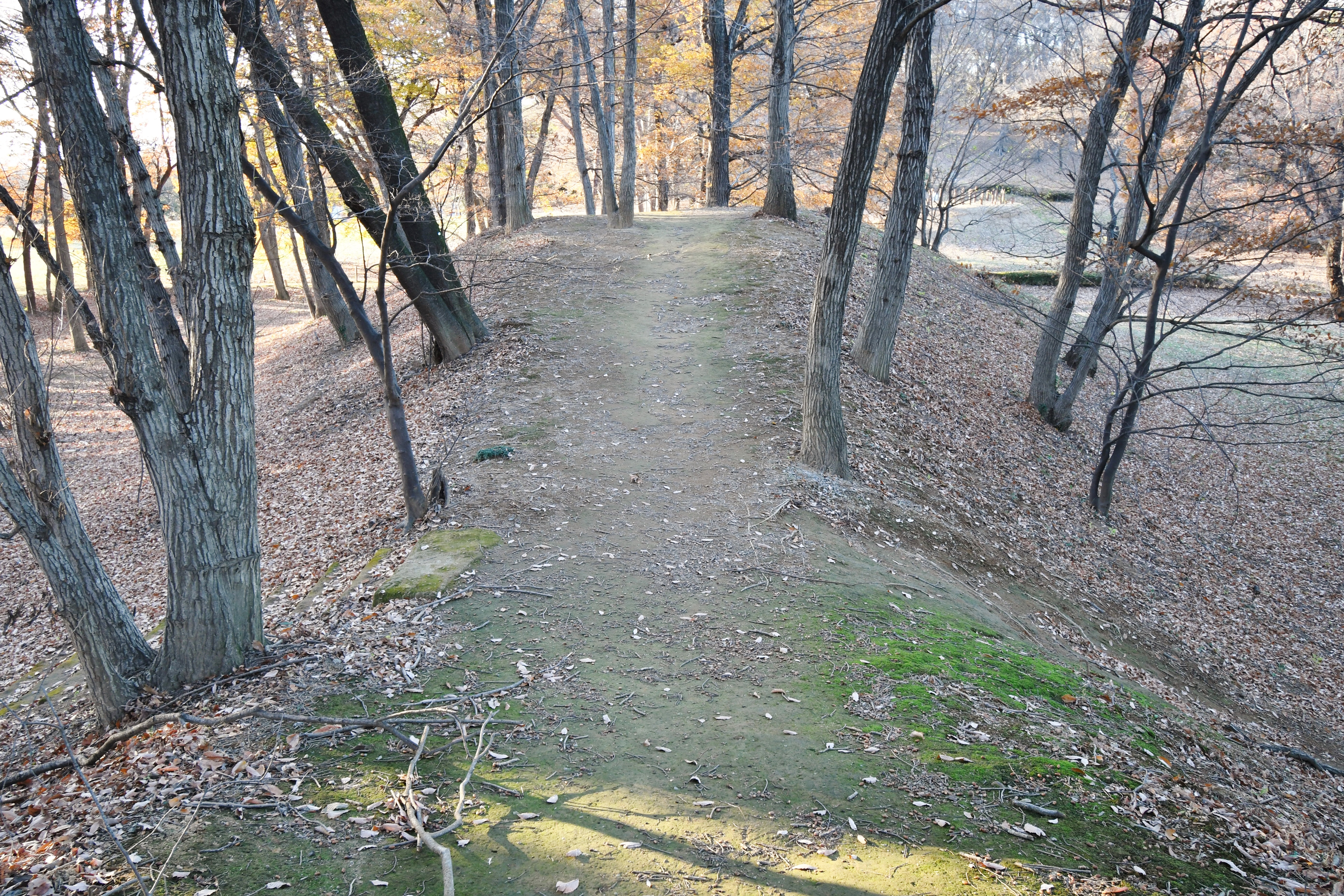
後円部から前方部を望む

## 埋葬施設

石室俯瞰図左から右に、羨道・玄室。

石室展開図

埋葬施設は半地下式の両袖型横穴式石室で、南に開口する。現状で全長は9メートルあるが、元は9.5メートルほどあったらしい。玄室は奥壁で高さ2.2メートル、幅2.7メートルである。墓道の先端には葬送儀礼に使われたと思われる柱穴がある。
石室入り口の前面、墓道とその両側のテラス面からは土師器（坏18、鉢1、大甕1）、須恵器（高坏2、𤭯1）、小刀1、鉄滓2が出土した。また煮炊きの後と思われる焼土が3カ所で確認され、石室の前で煮炊きを行う儀礼が行われていたと考えられる。

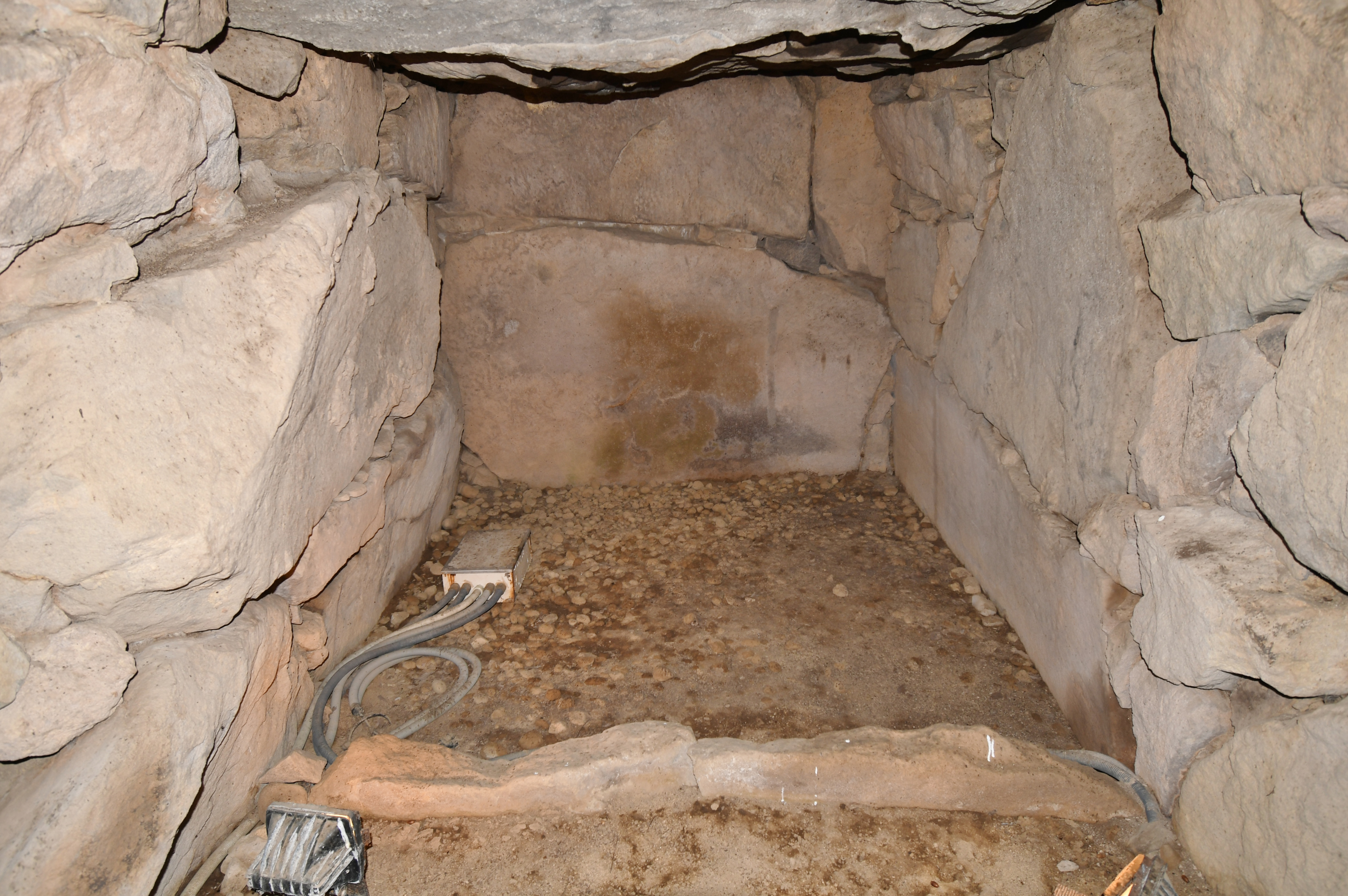
玄室（奥壁方向）
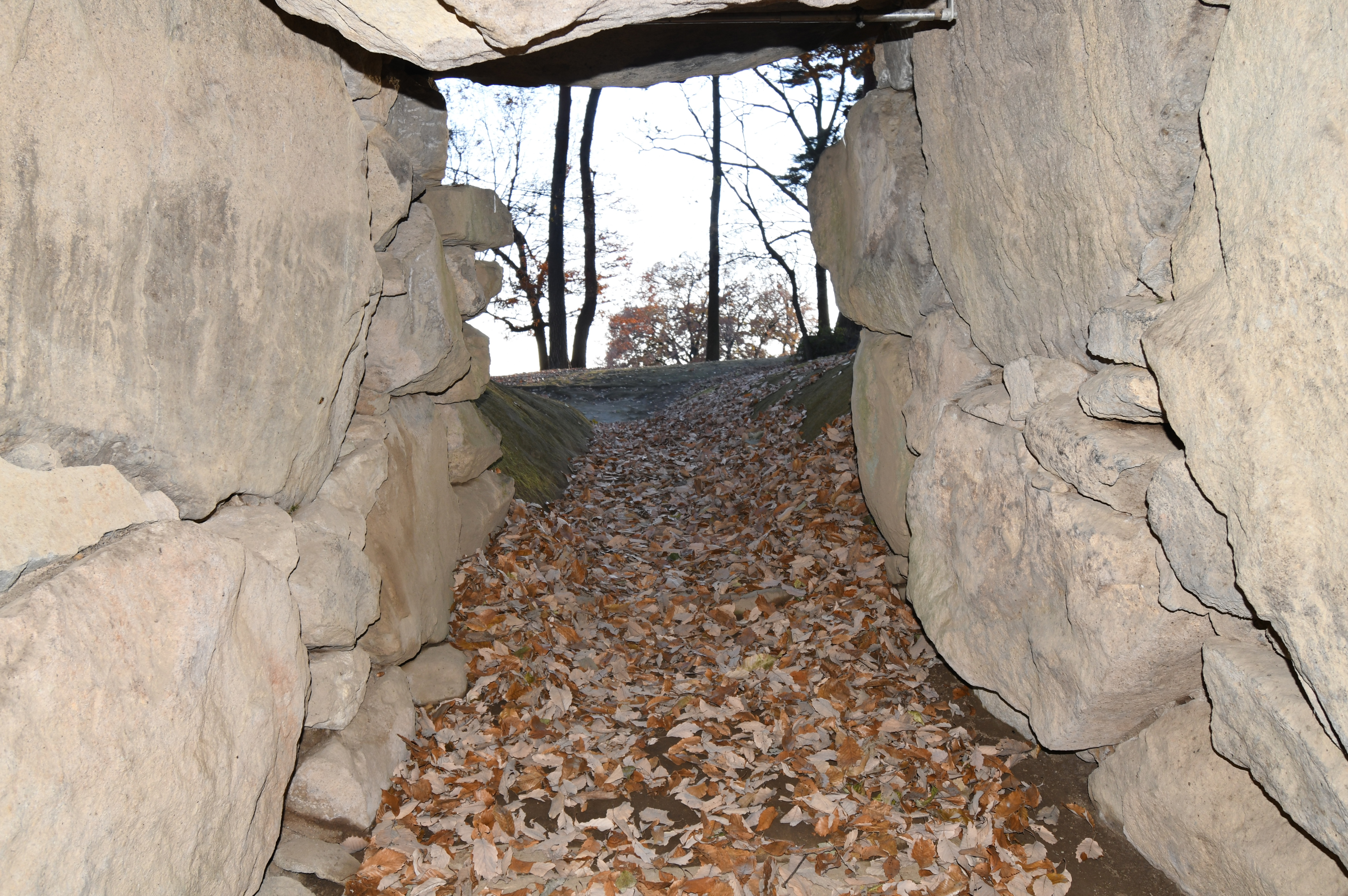
羨道（開口部方向）
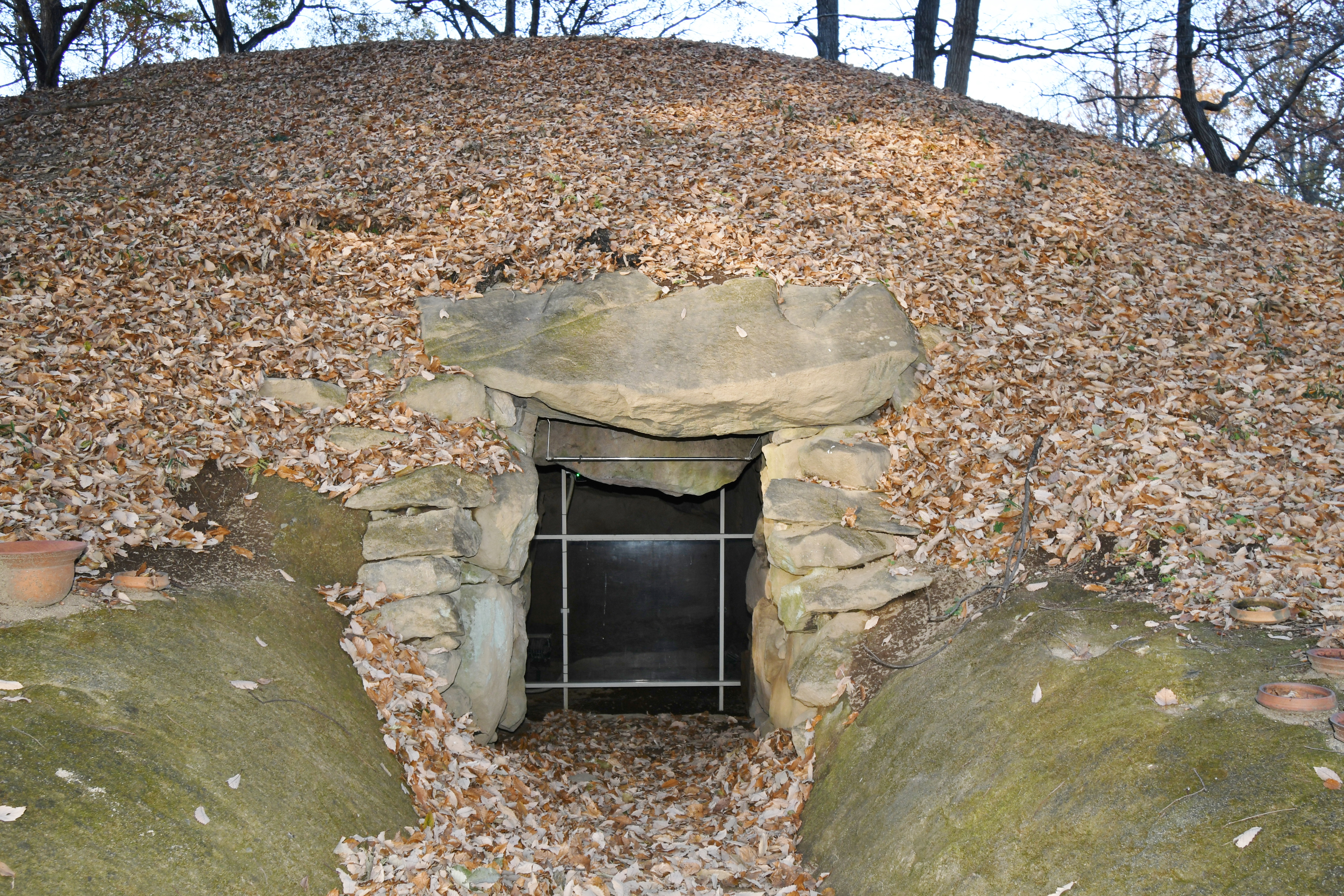
開口部

## 出土品
石室から出土した副葬品は、前二子古墳に比べ豊富ではなく、大刀、馬具、耳環、いくつかの土器が発見されたに過ぎない。墳頂と墳丘テラスから円筒埴輪が発掘され、400本ほどが樹立されていたとみられている。
後二子古墳の特徴的な出土品の一つに、猿と犬の小像の付いた円筒埴輪があげられる。この円筒埴輪には猿の親子とそれを追う犬の土製品が付いているが、こうした小像付き円筒埴輪は本例を含め全国でも3例のみ、しかもその全てが群馬県で確認されている。

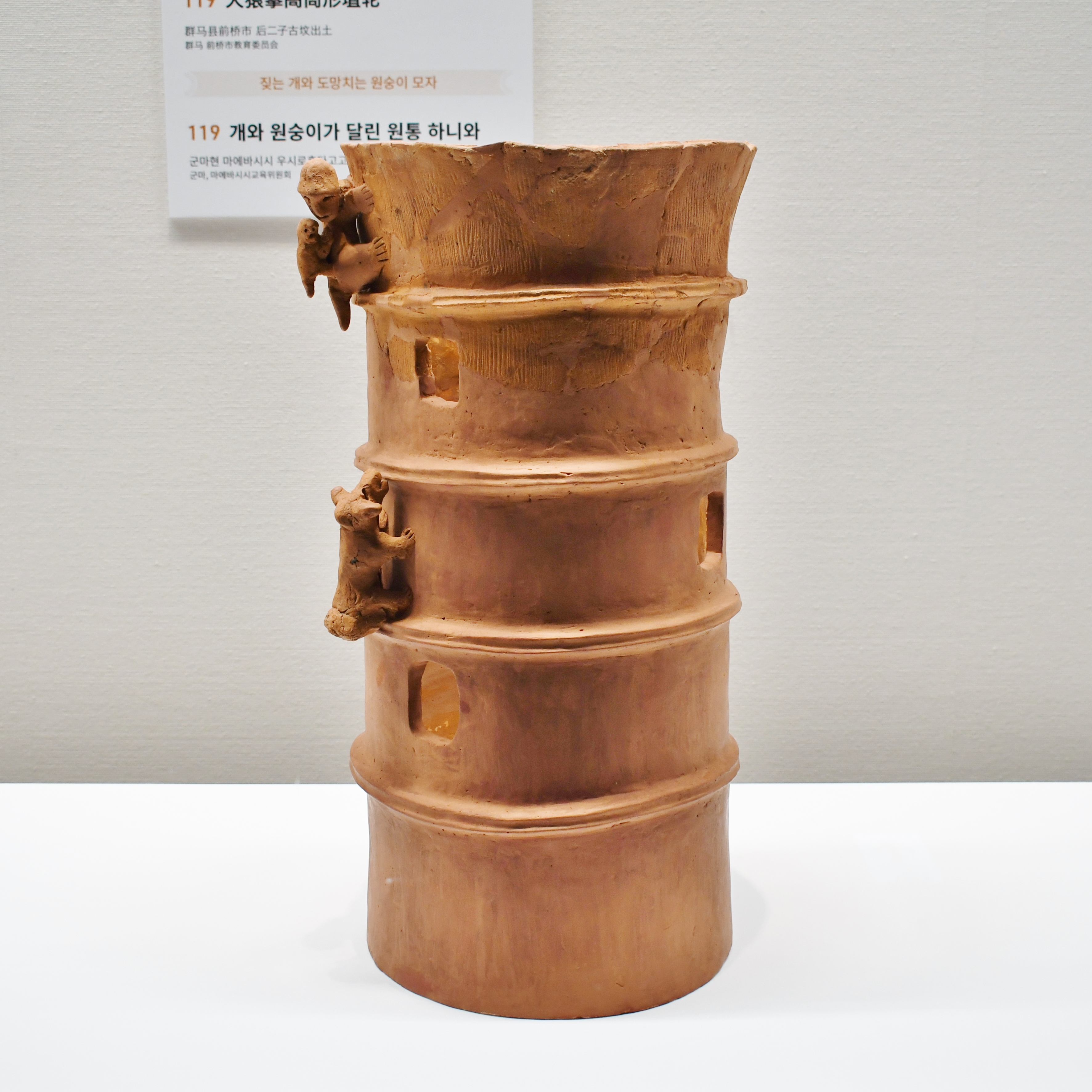
犬猿の円筒埴輪 前橋市教育委員会蔵、九州国立博物館特別展示時に撮影。
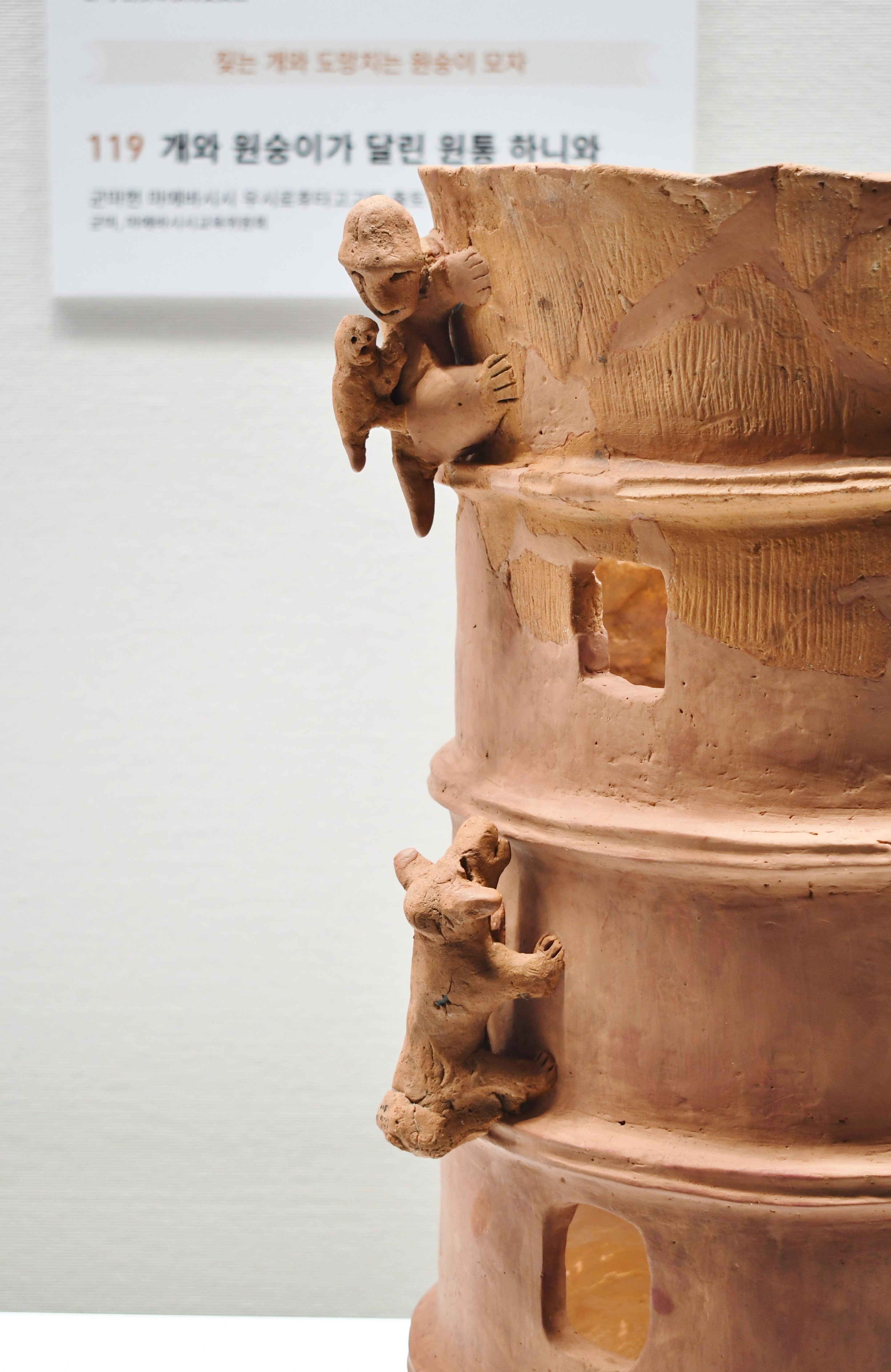
犬猿の円筒埴輪（拡大）

## 被葬者
石室からは被葬者の歯が3本発見され、鑑定の結果熟年の女性のものであることが判明した。また明治に発掘された耳環は11点を数えるため、被葬者は少なくとも6人いたとみられている。

## 文化財

### 国の史跡
- 後二子古墳ならびに小古墳 - 1927年（昭和2年）4月8日指定[4]。